# Az elit alakulat
Az elit alakulat (eredeti cím: Band of Brothers) egy 10 részes amerikai második világháborús televíziós sorozat, mely Steven Spielberg és Tom Hanks produceri közreműködésével készült, Stephen E. Ambrose regénye alapján. A sorozatot néhány évvel a hasonló kategóriájú film, a Ryan közlegény megmentése után mutatta be az HBO amerikai csatorna, és még ma is több országban vetítik.
A történet az amerikai hadsereg 101. légi szállítású hadosztályának 506-os ezredéhez tartozó Easy századról szól. Alapjául Stephen E. Ambrose könyve, Az elit alakulat, a század veteránjaival készült interjúk, valamint korabeli levelek és híradások szolgáltak.
A század katonáinak száma 2001-re 51 főre csökkent, akik az epizódok elején néhány percben visszaemlékeznek, mi is történt egy-egy bevetésük során.

## Az Easy század
Az amerikai hadsereg 101-es légiszállítású hadosztályának 506-os ezredéhez tartozó,  Georgia államban kiképzett Easy század 1942-ben alakult önkéntesekből. Legelső bevetése 1944. június 5-én, a Normandiai partraszállás közben történt, ahonnan a katonák Franciaországon, Hollandián és Belgiumon átvergődve eljutottak Németországba, ahol részt vettek a hírhedt Sasfészek bevételében. Akkoriban az a mondás járta a század katonái között, hogy csapatukban a legértékesebb katonai kitüntetés, a Bíbor Szív nem egy medál, hanem alapfelszerelés. Az egység tagjai közül 2001-re csupán 51-en maradtak életben, de közülük rengetegen nem tértek vissza Európába, mivel az emlékezés súlyos sebeket szakított volna fel bennük.

## Szereplők
A rendfokozatok a történet végére elért rendfokozatokat jelzik.
- Damian Lewis – Richard Winters őrnagy (1918–2011)
- Donnie Wahlberg – Carwood Lipton hadnagy (1920–2001)
- Ron Livingston – Lewis Nixon százados (1918–1995)
- Matthew Settle – Ronald Speirs százados (1920–2007)
- Rick Warden – Harry Welsh főhadnagy (1918–1995)
- Frank John Hughes – William "Wild Bill" Guarnere törzsőrmester (1923–2014)
- Scott Grimes – Donald Malarkey technikai őrmester (1921–2017)
- Neal McDonough – Lynn "Buck" Compton főhadnagy (1921–2012)
- Rick Gomez – George Luz technikus (1921–1998)
- Eion Bailey – David Kenyon Webster közlegény (1922–1961)
- James Madio – Frank Perconte technikus (1917–2013)
- Kirk Acevedo – Joseph Toye törzsőrmester (1919–1995)
- Michael Cudlitz – Denver "Bull" Randleman őrmester (1920–2003)
- Richard Speight, Jr. – Warren "Skip" Muck őrmester (1922–1945)
- Dexter Fletcher – John Martin törzsőrmester (1922–2005)
- Ross McCall – Joseph "Joe" Liebgott technikus (1915–1992)
- Shane Taylor – Eugene "Doc" Roe technikus (1921–1998)
- Peter McCabe – Donald Hoobler tizedes (1923–1945)
- Robin Laing – Edward "Babe" Heffron közlegény (1923–2013)
- David Schwimmer – Herbert Sobel százados (1912–1987)
- Marc Warren – Albert Blithe közlegény (1923–1967)
- Dale Dye – Robert F. Sink ezredes (1905–1965)
- Nicholas Aaron – Robert "Popeye" Wynne közlegény (1921–2000)
- George Calil – James H. "Mo" Alley, Jr. őrmester (1922–2008)
- Ben Caplan – Walter "Smokey" Gordon tizedes (1920-1997)
- Stephen Graham – Myron 'Mike' Ranney közlegény (1922-1988)
- Peter Youngblood Hills – Darrel "Shifty" Powers törzsőrmester (1923–2009)
- Mark Huberman – Lester "Leo" Hashey közlegény (1925–2002)
- Tim Matthews -  Alex Penkala technikus (1924–1945)
- Michael Fassbender – Burton P. "Pat" Christenson technikai őrmester (1922–1999)
- Doug Allen – Alton Moore közlegény (1920–1958)
- Nolan Hemmings – Charles E. "Chuck" Grant törzsőrmester (1915–1985)
- Matt Hickey – Patrick O'Keefe közlegény (1926–2003)
- James McAvoy – James W. Miller közlegény (h. 1944, szept. 20.)
- Tom Hardy – John A. Janovec közlegény (h. 1945)
- Andrew Scott – John "Cowboy" Hall közlegény (h. 1944 jún.)
- Stephen McCole – Frederick T. 'Moose' Heyliger főhadnagy (h. 2001)
- Simon Pegg – William S. Evans tiszthelyettes (h. 1944, jún. 6.)
- Kieran O'Brien – Allen Vest közlegény  (1925–2001)
- Douglas Spain – Antonio C. Garcia technikus (1925–2005)
- Rene L. Moreno – Joseph Ramirez technikus
- Jamie Bamber – Jack E. Foley főhadnagy (1922–2009)
- David Nicolle – Thomas Peacock főhadnagy
- Philip Barrantini – Wayne A. "Skinny" Sisk közlegény (1922–1999)
- Craig Heaney – Roy Cobb közlegény (1914-1990)
- Rocky Marshall – Earl "One Lung" McClung közlegény (1923–2013)
- Jason O'Mara – III. Thomas Meehan főhadnagy  (1921–1944)
- Peter O'Meara – Norman Dike főhadnagy (1918–1985)
- Colin Hanks – Henry Jones főhadnagy
- Iain Robertson – George Smith közlegény
- Ben Peyton – Andrew Hill tiszthelyettes
- Bart Ruspoli – Edward Tipper közlegény
- David Gary – Carl L. Fenstermaker közlegény (1923–1988)
- Simon Schatzberger – Joseph Lesniewski közlegény (1920–2012)
- Jimmy Fallon – George Rice hadnagy

## Epizódok
| # | Epizód                               | Rendező             | Központi karakter    | Premier vetítés      |
| --- | ------------------------------------ | ------------------- | -------------------- | -------------------- |
| 1 | „Currahee (Currahee)”                | Phil Alden Robinson | Herbert Sobel        | 2001. szeptember 2.  |
| 1942 nyarán a georgiai Toccoa bázison fiatal önkéntesekből álló csoport kezdi meg kiképzését a zsarnokoskodó és a terepen nehezen tájékozódó Herbert Sobel hadnagy parancsnoksága alatt, hogy aztán az ejtőernyős Easy század katonái legyenek. Míg Sobel és Dick Winters hadnagy között versengés kezdődik, a katonák megtudják, hogy első éles bevetésük Normandiában lesz. Angliában a század szakaszvezetői Sobelt eltávolítják jelenlegi posztjáról, így a század Winters-szel száll repülőre, hogy aztán Franciaország felé vegyék az irányt. |                                      |                     |                      |                      |
| 2 | „A nagy nap (Day of Days)”           | Richard Loncraine   | Richard Winters      | 2001. szeptember 9.  |
| Eljön az idő, a század kiugrik Normandia felett, ám a német légvédelem miatt rengetegen már a gépekből való kiugrás előtt meghalnak. Winters és megmaradt katonái szétlőnek egy ellátmányt szállító német lovaskocsit, majd egy közeli városba érve találkoznak "Buck" Compton hadnaggyal, aki közli velük: mivel a századparancsnok nem került elő, Winters veszi át annak helyét. Az újdonsült századparancsnok első feladata, hogy semmisítsen meg néhány német tüzérségi ágyút, így Winters egy kisebb csoporttal felrobbantja azokat. A tűzharcban elveszít egy fiatal katonát. |                                      |                     |                      |                      |
| 3 | „Carentan (Carentan)”                | Mikael Salomon      | Albert Blithe        | 2001. szeptember 16. |
| Két nappal a D-Nap után előkerül Albert Blithe közlegény, és csatlakozik a Carentan felé induló Easy századhoz. A város sikeres bevétele során Winters százados egy repesztől lábsérülést szenved, Blithe pedig néhány órára megvakul. Tovább indulva a század németek elleni tűzharcba keveredik, amihez tankok is csatlakoznak (később amerikai harckocsik is). Másnap Blithe-ot egy mesterlövész maradandó károsodással megsebzi. Az Easy Normandiában töltött 36 nap után visszatérne Angliába, ám a katonák öröme rövid életű, mivel a hírek szerint nemsokára ismét bevetik őket. |                                      |                     |                      |                      |
| 4 | „Újoncok (Replacements)”             | David Nutter        | Denver Randleman     | 2001. szeptember 23. |
| Újoncok érkeznek a századhoz, mielőtt ledobják őket a németek által megszállt Hollandiába. Ugrásuk után a katonákat Eindhovenben a lakosok az utcára vonulva ünneplik, mint felszabadítóikat. Az Easy egy közeli városba érve hatalmas német túlerővel találja szemben magát, így visszavonulásra kényszerül. A halott amerikai katonák mellett "Bull" Randleman őrmester is a városban reked, és egy istállóban húzza meg magát éjszakára. Míg az őrmester végez egy nyomára bukkanó ellenséggel, Randleman barátai és egységének tagjai elhatározzák, hogy megkeresik. Az őrmester így visszajut a századhoz, ahol emberei meleg fogadtatásban részesítik. |                                      |                     |                      |                      |
| 5 | „Keresztutak (Crossroads)”           | Tom Hanks           | Richard Winters      | 2001. szeptember 30. |
| Miután a század sikeresen biztosított egy holland töltést, Winterst zászlóaljparancsnok helyettessé léptetik elő, az Easy pedig új vezetőt kap: "Moose" Heyliger hadnagyot. Míg Heyliger újabb küldetésre - angol ejtőernyősök kiszabadítására - viszi embereit, Winters aggódni kezd volt százada iránt, főleg mikor Heyligert ellenségnek nézi egy őrszem és meglövi. Barátja, Nixon hadnagy ragaszkodik hozzá, így Winters Párizsba utazik kikapcsolódásra, ám nem hagyja nyugodni, hogy egy fiatal német katonát is megölt közvetlen közelről. Visszatérve a seregbe a férfi az Easy századdal az Ardennek erdőibe siet, hogy tartsák a frontot, ám a helyszínen kiderül, hogy ehhez nincsen felszerelésük. |                                      |                     |                      |                      |
| 6 | „Bastogne (Bastogne)”                | David Leland        | Eugene Roe           | 2001. október 7.     |
| Fagyos tél közepette az Easy század beássa magát a belga város, Bastogne körüli erdőbe. Míg a németek váratlan támadásai egyre több katonát sebesítenek meg, Eugene Roe doktor morfium és egyéb orvosi szerek után kutat, így többször jár egy Bastogne külvárosán fekvő segélyállomáson, ahol összebarátkozik egy francia ápolónővel, Renée-vel. Az Easy két embert veszít egy őrjáraton, ellenben Karácsony napján Sink ezredes megdicséri a katonákat, akik az ünnepeket rókalyukakban töltik. A németek elkezdik bombázni Bastogne-t, így mikor Roe doki visszatér az állomásra, felfedezi, hogy Renée meghalt. |                                      |                     |                      |                      |
| 7 | „Az áttörés (The Breaking Point)”    | David Frankel       | Carwood Lipton       | 2001. október 14.    |
| Miután megakadályozták, hogy a németek bevegyék Bastogne-t, a század újabb feladatot kap: bevenni egy közeli települést, Foy-t. A rangidős szakaszvezető, Carwood Lipton próbálja tartani a lelket a katonákban, ám Joe Toye és Bill Guarnere egy bombázás közepette elveszíti a lábát, ezt látva Compton hadnagy idegösszeroppanást kap, és a két sérülttel együtt leszerelik. A katonák hangulata romlani kezd parancsnokuk, Norman Dike hadnagy alkalmatlansága miatt, ám mikor gyávasága egy ütközet során kiderül, Winters leváltja, a Dog századból Speirs hadnagyot állítja helyére. Lipton és a katonák örülnek, hogy végre igazi vezetőre talált az Easy. |                                      |                     |                      |                      |
| 8 | „Az utolsó járőr (The Last Patrol)”  | Tony To             | David Kenyon Webster | 2001. október 21.    |
| Az Easy századot egy német határhoz közeli városba szállítják, ahol a katonák végre rendes ágyban, fedéllel a fejük felett aludhatnak. A század veszélyes megbízást kap: át kell kelniük a várost kettészelő folyón, és német hadifoglyokat ejteni a túloldalon. Az őrjárat élére Don Malarkey szakaszvezetőt választják, ám helyette a West Pointról érkezett újonc, Hank Jones szeretné vezetni a támadást. Tekintve Malarkey Bastogne-ban elvesztett társai miatti lelki állapotát, Winters elfogadja a hadnagy kérését. Négy hónapos gyógyulása után visszatér a századhoz David Webster közlegény. Az őrjárat sikerrel jár, két német foglyot ejtenek, ám az őrjárat egyik tagja életét veszti saját gránátjának repeszei miatt.                                                                                   |                                      |                     |                      |                      |
| 9 | „Miért is harcolunk? (Why We Fight)” | David Frankel       | Lewis Nixon          | 2001. október 28.    |
| A század végre behatol Németországba, ahol ellenállás nélkül megpihennek, kiürítve néhány épületet. Winters aggódni kezd Nixon miatt, aki mértéktelenül iszik és a háború értelméről beszél. Míg hírek érkeznek Roosevelt elnök haláláról, egy kiküldött őrjárat egy rossz állapotban lévő, zsidókkal teli koncentrációs táborra bukkan. A katonák élelemmel és vízzel látják el a foglyokat, ám később parancsot kapnak, hogy a rend megőrzése miatt zárják vissza őket. A közeli német lakosok állítása szerint nem tudtak a tábor létezéséről. Az amerikai katonai vezetés utasítja őket, hogy ássák el a táborban maradt halottakat. Míg a temetést felügyelik, az Easy hírt kap, hogy Hitler öngyilkos lett. |                                      |                     |                      |                      |
| 10 | „Pontok (Points)”                    | Mikael Salomon      | Richard Winters      | 2001. november 4.    |
| Az Easy-t Berchtesgaden elfoglalására küldik, eközben nem ütköznek ellenállásba. A katonák megünneplik a német hadsereg kapitulálását, és megszállják Hitler híres Sasfészkét. A század útja Ausztriába vezet tovább, ahol megtudják, hogy a hadosztályt a Csendes-óceánon ismét bevetik, kivéve azokat a katonákat, akiknek elég pontjuk van, hogy hazatérjenek. Míg Winters áthelyezését egy azonnal bevetésre váró egységhez megtagadják, az erőszak folytatódik a katonák közt: néhányan kivégzik egy munkatábor vezetőjét, egy részeg katona pedig súlyos fejsérülést okoz Chuck Grant őrmesternek. Spreis százados meglévő pontjai ellenére a századdal marad, Winters pedig úgy dönt, elfogadja Nixon ajánlatát, hogy családja cégénél dolgozzon. Az Easy század testvérekké fonódott katonáinak útja szétválik… |                                      |                     |                      |                      |

## Easy a háború után
"Buck" Compton meglátogatta a századot, hogy lássák, jól van. Ügyész lett belőle Los Angelesben, ő ítélte el Robert Kennedy gyilkosát, Sirhan Sirhant. Később beválasztották Kalifornia fellebbviteli bíróságába.
David Webster a Saturday Evening Post és a Wall Street újságírója lett. Később könyvet írt a cápákról. 1961-ben egyedül hajózott ki az óceánra, és többé nem tért vissza.
John Martin visszatért régi munkahelyére, a vasúthoz, később pedig saját építővállalatot alapított. Ideje jó részét Arizonában és montanai birtokán töltötte. 2005-ben hunyt el.
George Luz ezermester lett a rhode islandi Providence-ben. Hogy mennyire szerették, azt mi sem bizonyítja ékesebben, hogy temetésén, 1998-ban, 1600 ember jelent meg.
Eugene Roe doki Louisianában halt meg, 1998-ban. Építőipari szállító volt.
Frank Perconte visszatért Chicagóba és postásként folytatta életét. 2013-ban halt meg.
Joe Liebgott visszatért San Franciscoba és folytatta a taxizást. 1992-ben érte a halál.
Bull Randleman volt -Winters szerint- a század legjobb katonája. Ő Arkansasban helyezkedett el, egy földmunkálatokat végző vállalatnál. 2003-as haláláig ott élt.
Alton More különleges emléktárggyal tért haza Wyomingba: Hitler saját fényképalbumával. Autóbalesetben hunyt el, 1958-ban.
Floyd Talbert-tel a század elvesztette a kapcsolatot, amíg nem sokkal 1981-ben bekövetkezett halála előtt be nem állított egy találkozóra.
Carwood Lipton egy üveggyár képviselőjeként beutazta az egész világot. 2001-es haláláig kellemes körülmények közt élt Észak-Karolinában.
Harry Welsh feleségül vette Kitty Grogant és a pennsylvaniai Wilkesbarry iskolai adminisztrátora lett. 1995-ben hunyt el.
Ronald Speirs a hadseregben maradt, megjárta Koreát, majd 1958-ban visszatért Németországba, ahol a spandaui börtön parancsnoka lett. Alezredesként vonult nyugalomba, 2007-ben érte a halál.
Lewis Nixon a háború után többször elvált, aztán 1956-ban elvett egy Grace nevű lányt, akivel beutazták az egész világot. Winters legjobb barátja 1995-ben hunyt el.
Richard Winters elfogadta Lewis ajánlatát, és annak családjának vállalatánál, a Nixon Nitrátműveknél dolgozott, személyzeti igazgatóként. 1950-ben visszahívták a katonasághoz, hogy segítsen egy kiképzésben, majd a pennsylvaniai Hershey-ben telepedett le egy farmon. 2011. január 2-án hunyt el.

## Zárszavak

### 1. epizód
"Az expedíciós hadsereg katonáinak, tengerészeinek és pilótáinak: Hamarosan elindulnak a nagy keresztes hadjáratra, amelyre hónapok óta készülünk. Önökön a világ szeme! Sok szerencsét kívánok, és Isten áldását kérem erre a nagyszerű és nemes vállalkozásra!"
Dwight D. Eisenhower, a szövetséges erők főparancsnoka

### 2. epizód
A Brecourt birtokon felállított német tüzérségi lövegek megsemmisítéséért a következőket tüntették ki:
Bronz csillag: WALTER HENDRIX, DONALD MALARKEY, JOHN PLESHA, JOE TOYE, CARWOOD LIPTON, CLEVELAND PETTY, MYRON RANNEY, "POPEYE" WYNN
Ezüst csillag: "BUCK" COMPTON, BILL GUARNERE, GERALD LORRAINE
Kiemelt szolgálati kereszt: RICHARD WINTERS hadnagy
A módszer, ahogyan a század hatástalanította a német tüzér üteget, a kiépített állás elleni támadás mintapéldájává vált, és még ma is tanítják a West Point Katonai Akadémián.

### 3. epizód
Mire az Easy századot június 29-én visszavonták a frontról, az egység 65 embert veszített. Albert Blithe sohasem gyógyult meg, 1948-ban elhunyt.

### 4. epizód
A "Market Garden" hadművelet kudarcot vallott, a szövetségesek terve, hogy 1944 decemberére befejezzék a háborút, meghiúsult. A 101-es légiszállítású hadosztályból 750-en estek el, és 2100-an sebesültek meg. Arnhemnél a Brit első légiszállítású hadosztály majdnem 8000 embert veszített.

### 5. epizód
Az Easy század tüzérségi és légi támogatás nélkül hatolt be a Bastogne melletti erdőbe. Kevés volt az élelem, a muníció, és hiányzott a téli ruházat.
"A visszavonulás még csak véletlenül se jusson eszükbe, sőt, ezt a szót töröljék ki a szókincsükből! Gondosan, és mélyre ássák meg a lövészárkot, húzzák meg magukat, és várjanak!"
"Currahee", az 506-os ezred csapatnaplója

### 6. epizód
1944. december 26-án Patton tábornok harmadik hadserege áttörte a német arcvonalat, ezáltal lehetővé tette az utánpótlást, és a sebesültek elszállítását. Így egyesek szerint megmentette a bekerített 101-es légiszállítású hadosztályt. A 101-esek egyetlen tagja sem hajlandó elfogadni, hogy a hadosztály megmentésre szorult volna.

### 7. epizód
"Bastogne-t nem csak a sebesültek és az elesettek szenvedték meg. Akiket nem talált el srapnel, vagy golyó, ők is ott vannak a veszteséglistán."
Stephen E. Ambrose
"Nem hiszem, hogy bárki, aki átélte azt a csatát, ne hordana magán – ha rejtve is – valamiféle sebhelyet. Talán ez az a tényező, ami miatt az Easy század tagjait olyan különlegesen szoros kötelék fűzi egymáshoz."
Richard Winters százados

### 8. epizód
Mire elvonultak Haguenauból, az Easy század Anglia után bejárta Franciaországot, Hollandiát és Belgiumot is. Hamarosan következett Németország.

### 9. epizód
A következő hónapok során a szövetséges hadseregek több hadifogoly-, koncentrációs- és haláltábort fedeztek fel. A nácik ezekben a táborokban akarták végrehajtani a zsidó kérdés "végső megoldását". 1942 és 1945 között 6 millió zsidót és további 5 millió különböző etnikai csoporthoz tartozó embert semmisítettek meg. Sokukat ezekben a táborokban.

### 10. epizód
Dick Winters:
"Ez nem mindennapi érzés, nem mindennapi történet, és nem mindennapi kötelék."
Carwood Lipton:
"Tudtuk, hogy számíthatunk egymásra. Nagyon szoros kötelék fűzött egymáshoz bennünket."
Donald Malarkey:
"Bátrak voltunk. Hihetetlenül bátrak. Akiket én a leginkább csodálok, az Bill Guarnere és Joe Toye, mert ők nagyon, nagyon különleges emberek voltak."
Bill Guarnere:
"A nagy háborúban egy apró kis pont voltam, nem több. Büszke vagyok rá, hogy a részese lehettem. Néha, amikor visszagondolok rá, elsírom magam."
Babe Heffron:
"Az igazi hősök azok, akik még mindig ott vannak eltemetve. Vagy akiket koporsóban hoztak haza."
Shifty Powers:
"A háború befejezésekor úgy éreztük, miénk a világ. Aztán, amikor hazajöttünk, ez a magabiztosság jórészt elveszett. Én legalábbis elvesztettem."
John Martin:
"Reméltük, hogy életben maradunk. Ennyi az egész."
Carwood Lipton:
"Amikor V. Henrik szózatot intézett az embereihez, azt mondta: Mirólunk a mai naptól fogva, a világ végezetéig úgy emlékeznek majd, mint a szerencsés kevesek, a testvérek csapata. Mert az, aki ma a vérét ontja az oldalamon, az örökre a testvérem lesz."
Dick Winters:
"Emlékszel a levélre, amit Mike Ranney írt nekem? Igen? Emlékszel, mivel fejeződött be? Nagy szeretettel őrzök az emlékezetemben egy kérdést, amit az unokám tett fel nekem. Azt kérdezte: „Nagypapa, te hős voltál a háborúban?” Nagypapa azt mondta, „nem…. de hősök közt szolgáltam.”

## Díjak és jelölések
Golden Globe-díj (2002)
- díj: legjobb tv-film
- jelölés: legjobb férfi főszereplő (minisorozat vagy tévéfilm) (Damian Lewis)
- jelölés: legjobb férfi mellékszereplő (televíziósorozat, televíziós minisorozat vagy tévéfilm) (Ron Livingston)

Emmy-díj (2002)
- díj: legjobb minisorozat

## A folytatás
Már Az elit alakulat 2001-es elkészítése idején felvetődött egy másik hasonló sorozat terve is, mely nem az európai, hanem a csendes-óceáni hadszíntérre kalauzolná el a nézőket. Steven Spielbergnek ráadásul sikerült megnyernie ugyanazokat az alkotókat, akik annak idején Az elit alakulatot készítették, így 2010-ben bemutatásra került a The Pacific – A hős alakulat c. folytatás.